# Anton Geesink

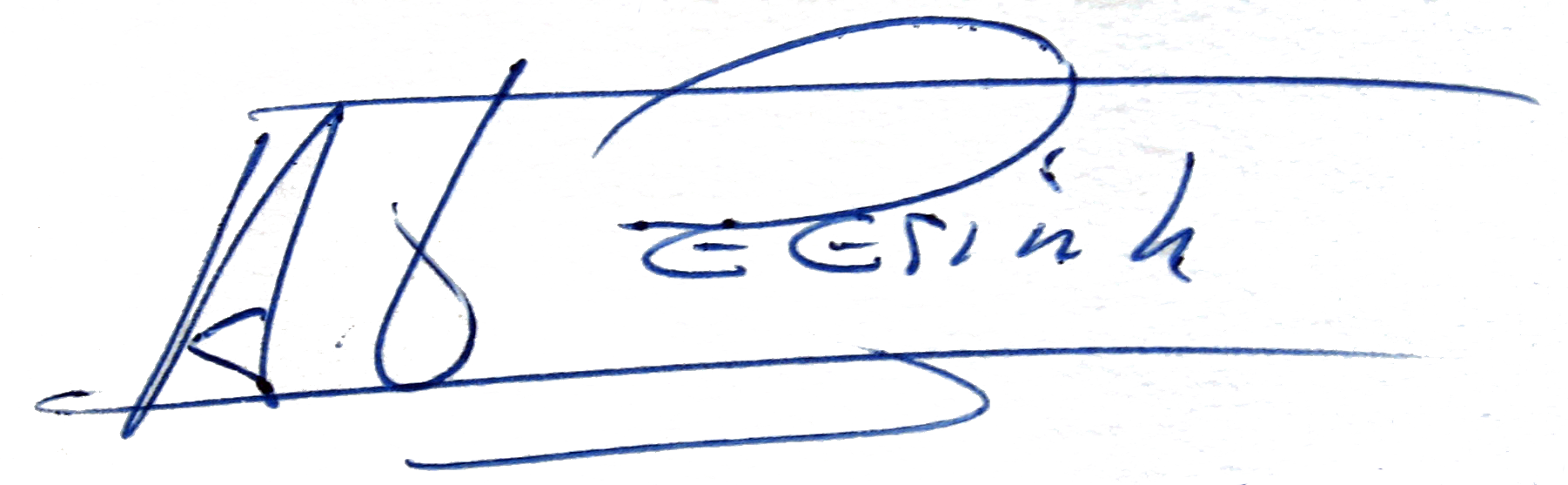
Signature d'Anton Geesink

Anthonius Johannes Geesink dit Anton Geesink, né le 6 avril 1934 à Utrecht et mort le 27 août 2010 dans la même ville, est un judoka néerlandais, combattant dans la catégorie des poids lourds. 
Il fut champion olympique (1964), champion du monde (1961 et 1965) et premier non Japonais à remporter chacun de ces titres.

## Biographie
Anton Geesink, 1,98 m et 115 kg, participe pour la première fois aux championnats d'Europe de judo en 1951. Médaillé d'argent cette année-là, il enlève le titre continental l'année suivante. À l'occasion des premiers championnats du monde, organisés à Tokyo en 1956, le Néerlandais obtient la médaille de bronze derrière deux combattants nippons.
En raison de l'absence du judo au programme olympique, Geesink cherche à participer aux Jeux olympiques en pratiquant la lutte gréco-romaine. Il enlève le titre national dès 1956 et est sélectionné pour les Jeux olympiques d'été de 1960, qui ont lieu à Rome, avec l'équipe de lutte. Il ne peut toutefois pas se rendre à Rome en raison de son statut professionnel : il est professeur de judo, donc assimilé à un sportif professionnel par le CIO.
Dans ces années 1960, il participe au tournage de quelques films, dont Les Grands Chefs, où il incarne le héros biblique Samson.
Il poursuit sa carrière en judo pendant la période où il pratique la lutte, lui permettant de renforcer le haut de son corps. En 1961, lors de la troisième édition des Mondiaux à Paris, Geesink devient le premier judoka européen à battre un Japonais lors des championnats du monde. Cet exploit crée un traumatisme dans le pays originel du judo et des catégories de poids sont introduites pour contrer le Néerlandais.
Malgré ces précautions, lors du premier tournoi olympique de judo à Tokyo, les Japonais ne peuvent l'empêcher de devenir champion olympique du titre suprême toutes catégories. Le 23 octobre 1964, il domine en finale Akio Kaminaga, remportant ainsi la seule médaille d'or non japonaise lors de ces Jeux. Après neuf minutes de combat, il réussit à immobiliser son adversaire au sol, mettant en pratique le travail effectué pendant trois mois à l'Université de Tenri. Ce titre est la récompense de son acharnement à l'entraînement (souvent plus de six heures par jour).
De 1964 à 1976, il séjournait régulièrement au Golfe Bleu le Beauvallon à Sainte-Maxime, lieu de résidence et d'entraînement de nombreux judokas espoirs français et étrangers (dont Wim Ruska, futur champion olympique).
L'ancien judoka devient membre du Comité international olympique en 1987.
En 1997, la fédération internationale de judo lui attribue le 10e dan, et il fait partie du « Hall of fame de cette fédération » depuis le 8 septembre 2003 aux côtés de Jigorō Kanō et de Charles Palmer.

## Palmarès
- Jeux olympiques

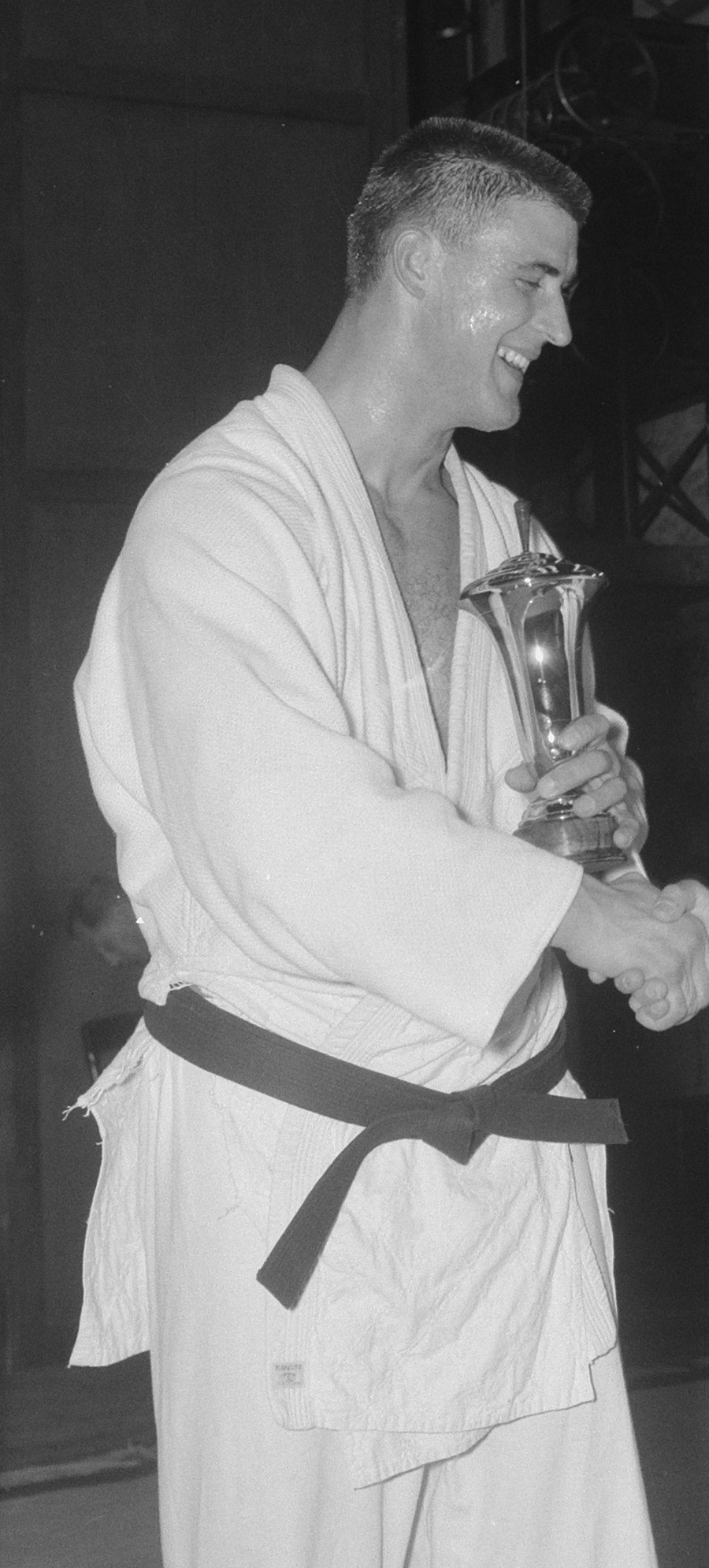
Anton Geesink en 1961.

  - Jeux olympiques de 1964 à Tokyo (Japon) :
    -  Médaille d'or en toutes catégories.
- Championnats du monde
  - Championnats du monde 1956 à Tokyo (Japon) :
    -  Médaille de bronze en toutes catégories.

  - Championnats du monde 1961 à Paris (France) :
    -  Médaille d'or en toutes catégories.

  - Championnats du monde 1965 à Rio de Janeiro (Brésil) :
    -  Médaille d'or en plus de 80 kg.
- Championnats d'Europe de judo
  - 21 titres européens.
- Championnats nationaux
  - 17 titres de champion des Pays-Bas.